# Ceratinopsis labradorensis
Ceratinopsis labradorensis là một loài nhện trong họ Linyphiidae.
Loài này thuộc chi Ceratinopsis. Ceratinopsis labradorensis được James Henry Emerton miêu tả năm 1925.